# Конструкция Proj
Proj — конструкция, аналогичная конструкции аффинных схем как спектров колец, с помощью которой строятся схемы, обладающие свойствами проективных пространств и проективных многообразий.
В этой статье все кольца считаются коммутативными кольцами с единицей.

## Proj градуированного кольца

### Proj как множество
Пусть {\displaystyle S} — градуированное кольцо, где
{\displaystyle S=\bigoplus _{i\geq 0}S_{i}}
есть разложение в прямую сумму, ассоциированное с градуировкой.
Обозначим через {\displaystyle S_{+}} идеал {\displaystyle \bigoplus _{i>0}S_{i}.} Определим множество Proj S как множество всех однородных простых идеалов, не содержащих {\displaystyle S_{+}.}
В дальнейшем мы иногда для краткости будем обозначать Proj S как X.

### Proj как топологическое пространство
Мы можем определить топологию, называемую топологией Зарисского, на Proj S, определяя замкнутые множества как множества вида
{\displaystyle V(a)=\{p\in \operatorname {Proj} \,S\mid a\subseteq p\},}
где a — однородный идеал S. Как и в случае аффинных схем, легко проверяется, что V(a) — это замкнутые множества некоторой топологии на X.
Действительно, если {\displaystyle (a_{i})_{i\in I}} — семейство идеалов, то
{\displaystyle \bigcap V(a_{i})=V(\Sigma a_{i})} и если множество I конечно, то
{\displaystyle \bigcup V(a_{i})=V(\Pi a_{i})}.
Эквивалентно, можно начать с открытых множеств и определить
{\displaystyle D(a)=\{p\in \operatorname {Proj} \,S\mid a\;\not \subseteq \;p\}.}
Стандартное сокращение состоит в том, чтобы обозначать D(Sf) как D(f), где Sf — это идеал, порождённый f. Для любого a, D(a) и V(a) очевидным образом дополнительны и приведённое выше доказательство показывает, что D(a) образуют топологию на Proj S. Преимущество этого подхода в том, что D(f), где f пробегает все однородные элементы S, образуют базис этой топологии, что является необходимым инструментом для изучения Proj S, аналогично случаю спектров колец.

### Proj как схема
Мы также строим пучок на Proj S, называемый структурным пучком, который превращает его в схему. Как и в случае конструкции Spec существует несколько способов это сделать: наиболее прямой из них, который также напоминает конструкцию регулярных функций на проективном многообразии в классической алгебраической геометрии, состоит в следующем. Для любого открытого множества U в Proj S мы определяем кольцо {\displaystyle O_{X}(U)} как множество всех функций
{\displaystyle f\colon U\to \bigcup _{p\in U}S_{(p)}}
(где {\displaystyle S_{(p)}} обозначает подкольцо локального кольца {\displaystyle S_{p}} точки {\displaystyle p}, состоящее из частных однородных элементов одинаковой степени) таких, что для каждого простого идеала p в U:
1. f(p) является элементом {\displaystyle S_{(p)}};
2. существует открытое подмножество V множества U, содержащее p, и однородные элементы s, t кольца S одинаковой степени, такие, что для каждого простого идеала q в V:
  - t не лежит в q;
  - f(q) = s/t.

Из определения немедленно следует, что {\displaystyle O_{X}(U)} образуют пучок колец {\displaystyle O_{X}} на Proj S, и можно показать, что пара (Proj S, {\displaystyle O_{X}}) является схемой (при этом каждое подмножество D(f) является аффинной схемой).

### Пучок, ассоциированный с градуированным модулем
Существенным свойством S в конструкции выше была возможность построения локализаций {\displaystyle S_{(p)}} для каждого простого идеала p в S. Этим свойством также обладает любой градуированный модуль M над S, и, следовательно, конструкция из раздела выше с небольшими изменениями позволяет построить для такого M пучок {\displaystyle O_{X}}-модулей на Proj S, обозначаемый {\displaystyle {\tilde {M}}}. По построению этот пучок является квазикогерентным. Если S порождается конечным числом элементов степени 1 (то есть является кольцом многочленов или его фактором), все квазикогерентные пучки на Proj S получаются из градуированных модулей с помощью этой конструкции. Соответствующий градуированный модуль не является единственным.

### Скручивающий пучок Серра
Частный случай пучка, ассоциированного с градуированным модулем — это когда в качестве M мы берём само S с другой градуировкой: а именно, мы считаем элементами степени d модуля M элементы степени (d + 1) кольца S и обозначаем M = S(1). Мы получаем квазикогерентный пучок {\displaystyle {\tilde {M}}} на Proj S, обозначаемый {\displaystyle {\mathcal {O}}_{X}(1)} или просто {\displaystyle {\mathcal {O}}(1)} и называемый скручивающим пучком Серра. Можно проверить, что {\displaystyle {\mathcal {O}}(1)} является обратимым пучком.
Одна из причин полезности {\displaystyle {\mathcal {O}}(1)} состоит в том, что он позволяет восстановить алгебраическую информацию об S, которая была потеряна в конструкции {\displaystyle {\mathcal {O}}_{X}} при переходе к частным степени 0. В случае Spec A для кольца A, глобальные сечения структурного пучка являются самим A, тогда как в нашем случае глобальные сечения пучка {\displaystyle {\mathcal {O}}_{X}} состоят из элементов S степени 0. Если мы определим
{\displaystyle {\mathcal {O}}(n)=\bigotimes _{i=1}^{n}{\mathcal {O}}(1)}
то каждое {\displaystyle {\mathcal {O}}(n)} содержит «информацию об S в градуировке n». Аналогично, для любого пучка {\displaystyle {\mathcal {O}}_{X}}-модулей N мы можем определить
{\displaystyle N(n)=N\otimes {\mathcal {O}}(n)}
и ожидать, что этот подкрученный пучок содержит «градуировочную» информацию об N. В частности, если {\displaystyle N} является пучком, ассоциированным с градуированным {\displaystyle S}-модулем {\displaystyle M=S(1)}, мы ожидаем, что этот пучок содержит утраченную информацию об {\displaystyle M}. Это позволяет предположить, хотя и неправильно, что S можно восстановить из этих пучков, как {\displaystyle \bigoplus _{n\geq 0}H^{0}(X,{\mathcal {O}}_{X}(n));} это на самом деле верно в приведённом ниже случае, когда S является кольцом многочленов.

### n-мерное проективное пространство
Если A — кольцо, мы определяем n-мерное проективное пространство над A как схему
{\displaystyle \mathbb {P} _{A}^{n}=\operatorname {Proj} \,A[x_{0},\ldots ,x_{n}].}
Мы определяем градуировку на кольце {\displaystyle S=A[x_{0},\ldots ,x_{n}]}, полагая, что каждое {\displaystyle x_{i}} имеет степень 1 и каждый элемент A имеет степень 0. Сопоставляя это с определением O(1), данным выше, мы видим, что сечения O(1) — это линейные однородные многочлены, порождаемые элементами {\displaystyle x_{i}}.

## Примеры
- Если мы возьмём как базовое кольцо {\displaystyle A=\mathbb {C} [\lambda ]}, то {\displaystyle {\text{Proj}}(A[X,Y,Z]/(ZY^{2}-X(X-Z)(X-\lambda Z)))} имеет канонический проективный морфизм на аффинную прямую {\displaystyle \mathbb {A} _{\lambda }^{1}}, слои которого являются эллиптическими кривыми, кроме слоёв над точками {\displaystyle \lambda =0,1}, над которыми слои вырождаются в нодальные кривые.
- Проективная гиперповерхность {\displaystyle {\text{Proj}}\left(\mathbb {C} [X_{0},\ldots ,X_{4}]/(X_{0}^{5}+\cdots X_{4}^{5})\right)} является примером трёхмерной квинтики Ферма, которая также является многообразием Калаби — Яу.
- Если мы рассмотрим тривиальную градуировку на {\displaystyle A}, то есть {\displaystyle A_{0}=A} и {\displaystyle A_{i}=0} для {\displaystyle i\neq 0}, то {\displaystyle {\text{Proj}}(A)={\text{Spec}}(A)}.
- Взвешенные проективные пространства[англ.] можно построить, используя кольца многочленов с нестандартными степенями переменных. Например, the взвешенное проективное пространство {\displaystyle \mathbb {P} (1,1,2)} соответствует взятию {\displaystyle {\text{Proj}}} кольца {\displaystyle A[X_{0},X_{1},X_{2}]} где {\displaystyle X_{0},X_{1}} имеют степень {\displaystyle 1}, тогда как {\displaystyle X_{2}} имеет степень 2.
- Биградуированное кольцо соответствует подсхеме произведения проективных пространств. Например, биградуированная алгебра {\displaystyle \mathbb {C} [X_{0},X_{1},Y_{0},Y_{1}]}, где {\displaystyle X_{i}} имеют степень {\displaystyle (1,0)} и {\displaystyle Y_{i}} имеют степень {\displaystyle (0,1)}, соответствует {\displaystyle \mathbb {P} _{X}^{1}\times \mathbb {P} _{Y}^{1}}.